# 대한민국 민법 제1098조
대한민국 민법 제1098조는 유언집행자의 결격사유에 대한 민법 상속법 조문이다. 2011년 3월 7일에 전문개정되었다.

## 조문
제1098조(유언집행자의 결격사유) 제한능력자와 파산선고를 받은 자는 유언집행자가 되지 못한다.

## 참고 문헌
- 오현수, 일본민법, 진원사, 2014. ISBN 978-89-6346-345-2
- 오세경, 대법전, 법전출판사, 2014 ISBN 978-89-262-1027-7
- 이준현, LOGOS 민법 조문판례집, 미래가치, 2015. ISBN 979-1-155-02086-9